# A Latin Dictionary
A Latin Dictionary (ou Harpers' Latin Dictionary, souvent appelé Lewis and Short ou L&S ) est un ouvrage lexicographique populaire en anglais de latin, publié par Harper and Brothers de New York en 1879 et imprimé simultanément au Royaume-Uni par Oxford University Press.

## Histoire
L'ouvrage est généralement appelé Lewis and Short d'après les noms de ses rédacteurs, Charlton T. Lewis et Charles Short. Il est dérivé de la traduction anglaise de 1850 par Ethan Allen Andrews d'un dictionnaire latin-allemand antérieur, Wörterbuch der Lateinischen Sprache, du philologue allemand Wilhelm Freund, à son tour basé sur le dictionnaire latin-allemand IJG Scheller de 1783. La traduction d'Ethan Allen Andrews a été partiellement révisée par Wilhelm Freund lui-même, puis par Henry Drisler, et a finalement été éditée par Short et Lewis.
La répartition du travail entre les deux rédacteurs était notablement inégale. Charles Short, un travailleur très minutieux mais lent, a produit du matériel pour les lettres A à C, mais B et C ont été perdues par Harpers, ce qui signifie que son travail n'apparaît maintenant que dans la lettre A (216 pages), tandis que Charlton T. Lewis, qui travaillait pendant le temps qu'il pouvait consacrer à sa pratique du droit, était uniquement responsable des entrées commençant par les lettres B à Z (1803 pages). En 1890, Lewis a publié une version fortement concise du dictionnaire, intitulée An Elementary Latin Dictionary, à l'usage des étudiants. Parfois appelé l' Elementary Lewis, il est encore imprimé aujourd'hui.
L'adoption de cet ouvrage par Oxford University Press est le résultat de l'échec de son propre projet de création d'un nouveau dictionnaire latin-anglais en 1875. Henry Nettleship et John Mayor avaient été chargés de produire un nouveau dictionnaire latin basé sur une nouvelle lecture des sources, mais après que Mayor se soit retiré du projet, Nettleship n'a pas été en mesure de le terminer seul ; il a finalement publié ses recherches sous forme de notes sur Lewis et Short. La presse avait déjà publié la traduction du dictionnaire latin-allemand de Scheller par John Riddle en 1835, mais cet ouvrage était beaucoup plus coûteux. La presse a donc adopté le Harpers' Latin Dictionary comme palliatif, versant à Harper and Brothers des redevances de 10 pour cent. Harper and Brothers a vendu ses droits à l' American Book Company en 1899, peu de temps avant sa faillite.
Dès sa publication, de nombreux spécialistes ont critiqué le dictionnaire pour ses erreurs et ses incohérences.
En raison de diverses circonstances, cependant, aucun remplacement n'a été tenté jusqu'en 1933, avec l' Oxford Latin Dictionary (en), qui a été achevé en 1983. En 2020, Lewis & Short a été réimprimé sous un nouvel éditeur.
Le texte intégral du dictionnaire (année 1879) est disponible en ligne sur de nombreux sites Web.

## Comparaison avec d'autres dictionnaires
Parmi les classicistes, le Lewis et Short a été largement supplanté par l' Oxford Latin Dictionary, appelé OLD en abrégé. Le Lewis et Short incorporait des éléments provenant de dictionnaires latins existants ; l' OLD, en revanche, partait de zéro, en suivant des procédures similaires à celles du très réputé Oxford English Dictionary. Grâce à la disponibilité accrue des éditions modernes, les éditeurs de l' OLD ont eu accès à une plus grande variété d'œuvres classiques. Lors du projet de l' OLD, il a été décidé que l' OLD n'engloberait pas les textes latins écrits après 200 ap. Bien que les classicistes consultent toujours le Lewis and Short, ils ont tendance à préférer l' OLD. Le Lewis and Short conserve de la valeur pour son sens raffiné des nuances de la diction anglaise dans son interface avec la diction latine (contrairement à la préférence de l' OLD pour une diction plus simple) et aussi pour la sensibilité de ses citations de textes classiques, qui en est le reflet.
Le Lewis & Short est principalement axé sur le latin classique, et non sur le latin médiéval. Néanmoins, le Lewis & Short est consulté par les médiévistes, les spécialistes de la Renaissance et les premiers modernistes, car il inclut un peu de latin tardif et médiéval, quoique de manière quelque peu incohérente, et les usages du latin classique sont très pertinents en latin médiéval. Le Dictionary of Medieval Latin from British Sources (en) complète le Lewis & Short pour le vocabulaire latin médiéval. Un autre dictionnaire axé sur le latin médiéval est le Mediae Latinitatis Lexicon Minus de J. F. Niermeyer, publié pour la première fois en 1976, avec une deuxième édition améliorée en 2002, qui compte environ 1500 pages. Le dictionnaire latin médiéval Glossarium ad scriptores mediae et infimae latinitatis de Du Cange a été publié à l'origine en 3 volumes en 1678, il a été étendu à 10 volumes au cours des 18e et 19e siècles, et il est probablement toujours le dictionnaire le plus fréquemment utilisé pour le vocabulaire latin médiéval.
Il arrive que l'on confonde Lewis et Short (ou L&S) avec le Liddell et Scott, son homologue grec, intitulé A Greek-English Lexicon. L'édition de 1925 et les éditions ultérieures de Liddell et Scott sont communément désignées par l'abréviation LSJ, d'après les noms de leurs éditeurs, Liddell, Scott et l'éditeur de la révision de 1925, Henry Stuart Jones (en).